# 31e brigade blindée (Royaume-Uni)
Pour les articles homonymes, voir 31e brigade.
La 31e brigade blindée britannique (en anglais : 31st Tank Brigade, puis 31st Armoured Brigade à partir de février 1945), est une formation de l'armée britannique active pendant la Seconde Guerre mondiale de 1941 à 1945.